# Tetrastigma pubiflorum
Tetrastigma pubiflorum är en vinväxtart som först beskrevs av Friedrich Anton Wilhelm Miquel, och fick sitt nu gällande namn av Karl Suessenguth. Tetrastigma pubiflorum ingår i släktet Tetrastigma och familjen vinväxter. Inga underarter finns listade i Catalogue of Life.